# Stadt Aist
Stadt Aist ist die Bezeichnung einer Projektidee für die Schaffung einer ländlichen Stadt im Bezirk Freistadt in Oberösterreich durch die Fusion der drei Mühlviertler Gemeinden Hagenberg im Mühlkreis, Pregarten und Wartberg ob der Aist. Die Stadt Aist hätte knapp 12.000 Einwohner und eine Ausdehnung von 62 Quadratkilometern. 

## Projekt
Die Schaffung einer gemeinsamen Verwaltungseinheit für die drei bisher selbständigen Gemeinden, deren Zentren nur rund zwei Kilometer voneinander entfernt liegen, innerhalb der nächsten Jahre wird kontrovers diskutiert und soll nach einer umfassenden Information der Bevölkerung durch eine Volksabstimmung entschieden werden. 
Diese Bürgerbefragung kann eigenständig von jeder Gemeinde auf Gemeinderatsbeschluss durchgeführt werden.
Vorausgesetzt, dass keine weiteren derartigen Zusammenschlüsse von Gemeinden in Oberösterreich erfolgen, würde die Stadt Aist, bezogen auf die Anzahl der Einwohner und die flächenmäßige Ausdehnung, die größte Stadt des Mühlviertels und des Bezirks Freistadt. Auch innerhalb von Oberösterreich würde Aist zu den größeren Verwaltungseinheiten zählen. Versuche der drei Gemeinden zur Kooperation bei Bauhof und Altstoffsammelzentrum waren in der Vergangenheit gescheitert, nachdem noch 2007 die Bäder-Kooperation als beispielhaftes Projekt im Bundesland Oberösterreich galt.

## Geographie
Die Lage der Gemeinden Hagenberg, Pregarten und Wartberg zueinander bildet ein Dreieck mit dem Bahnhof Pregarten als Mittelpunkt. (
)
Wesentliche Fließgewässer einer künftigen Stadt Aist wären die Feldaist und die Waldaist. Die projektierte Stadt hätte Nachbargemeinden in den Bezirken Freistadt (Tragwein, Gutau, Kefermarkt, Neumarkt im Mühlkreis und Unterweitersdorf), Perg (Ried in der Riedmark und Katsdorf) und Urfahr-Umgebung (Engerwitzdorf). 

## Befürworter
Bedeutender Ideebefürworter ist der Pregartner Bürgermeister Anton Scheuwimmer (ÖVP). Unterstützung findet Scheuwimmer bei Erich Hackl (SPÖ), Bürgermeister der Gemeinde Wartberg ob der Aist und der Industriellenvereinigung Oberösterreich, die aus grundsätzlichen Erwägungen für Gemeindezusammenlegungen eintritt.
Friedrich Schneider, Volkswirtschaftler an der Universität Linz, ermittelte jährliche Einsparungen und Mehreinnahmen im Ausmaß von 1,4 bis 1,6 Mio. Euro im Bereich der Verwaltung. Ein gemeinsamer Wirtschaftspark könnte bis zu 700.000 Euro Kommunalsteuer bringen. Bruno Buchberger, Leiter des Softwareparks Hagenberg, geht davon aus, dass die Chancen zur Schaffung eines ansprechenden Umfeldes für die Studenten durch eine attraktive, in den Zentralraum eingebundene Stadt günstiger sind.

## Gegner
Als Gegner einer Fusion tritt unter anderen die Bürgermeisterin von Hagenberg, Kathrin Kühtreiber (ÖVP) auf, die finanzielle Lösungen viel mehr in Kooperationen und keinen Grund für die Auflösung von Gemeinden sieht, so ist ein gemeinsamer Wirtschaftspark projektiert mit einer Verteilung der Steuereinnahmen auf die drei Gemeinden.
In einem Kommentar argumentiert der Gemeindebundobmann Helmut Mödlhammer grundsätzlich gegen Gemeindefusionen. Der oberösterreichische Gemeindebundspräsident Johann Hingsamer beurteilt die Studie von Friedrich Schneider als fehlerhaft und nicht nachvollziehbar, statt Mehreinnahmen in Millionenhöhe würde sich nach dem Gemeindefinanzausgleich nur ein Plus von 200.000 Euro ergeben. Darüber hinaus erwartet Hingsamer, dass sich bei der nächsten Anpassung des Finanzausgleichs die Mehreinnahmen aus dem abgestuften Bevölkerungsschlüssel auf Null reduzieren würden und somit ein weiterer Grund gegen eine Fusion spricht. Daneben nennt Hingsamer als Argument, dass Gemeindefusionen „nur mit den Bürgern, nicht gegen sie“ durchgeführt werden sollten.

## Weiterer Diskussionsverlauf
- Die Volksbefragung in Hagenberg am 27. November 2011 ergab bei Teilnahme von 74,36 Prozent der Wahlberechtigten eine Ablehnung des Projekts mit 90,3 Prozent.[7]